# Menhir de la Garenne (Maincy)
Le menhir de la Garenne est un menhir situé dans le parc du Château de Vaux-le-Vicomte sur la commune de Maincy dans le département de Seine-et-Marne.

## Description
Le menhir est constitué d'une grande dalle en grès de forme irrégulière de 3,25 m de hauteur pour une largeur maximale de 2,25 m. Plusieurs autres blocs en grès à proximité présentent des traces de débitage.